# Sassongher
A Sassongher vagy Sass Songher egy 2665 m magas hegy Dél-Tirolban, Corvara in Badia és Colfosco (Kolfuschg) községek fölött, a Dolomitok Puez-hegycsoportjának (Puezgruppe / Gruppo del Púez) délkeleti sarkában, a Puez-Geisler natúrpark területén. A Puez-hegycsoport által közrefogott magas plató (Gardenaccia / Gardenazza) keleti szélén markánsan kiugró sziklagerinc a Felső Gader-völgy (Hochabteital / Alta Badia) nyugati falát képezi. Hegymászók kedvelt célpontja.

## Fekvése
A Sass Songher a Puez-hegycsoport délkeleti szélén magasodik, a Grödeni-völgy alsó végének és a Gader-völgy legfelső szakaszának, az Abtei-völgynek (Alta Badia) találkozásánál. A hegy déli lábánál, 1568 méteren fekszik Corvara in Badia (régi, nem használatos német nevén Kurfar) helység, és ennek hegyi frakciója, Colfosco (Kolfuschg). Utóbbi a Sass Songherre vezető hegymászótúrák fő kiinduló pontja. A kelet-nyugat irányú szabdalt hegygerinc délnyugaton egy Corvara fölé kiugró, magányos toronyban végződik, ennek csúcsáról kiváló körkilátás nyílik, a Dolomitok legtöbb markáns hegycsoportja jól belátható (Settsass, Tofanák, Monte Pelmo, Civetta, Marmolada, Langkofel, stb.).
Ide ereszkedik nyugat felől a Grödeni-völgy (Val Gardena), benne a Grödeni-hágóról jövő SS243 főút. A Grödeni-völgyet délen a Sella-hegycsoport, északon a Puez-hegycsoport határolja.
Észak felől a Sassongher alá érkezik a Gader-völgy amelyben a puster-völgyi Bruneckből jövő SP244-es út halad. Ennek legfelső szakasza az Abtei-völgy (Alta Badia). Tovább dél felé az SP244-es országút az 1875 m magas Campolongo-hágóra megy fel, átlépi Trentino-Alto Adige és Veneto régióhatárt, majd leereszkedik a Buchenstein-völgy (Livinallongo) keleti végébe, és Arabbánál betorkollik a kelet-nyugati irányú SS48-as főútba, amely nyugaton a Pordoi-hágóra, keleten az első világháborús harcokból ismert Col di Lanát délről megkerülve a Falzerego-hágóra kapaszkodik fel.
A Sassongher északkeleti falai alatt a Gader-völgyben fekszik Stern (La Villa) helység, Abtei (Badia) község frakciója, innen ágazik ki kelet felé a Valparola-hágóra vivő közút.

## Első megmászása
Bizonyos, hogy helyi vadászok és csempészek évszázadok óta rendszeresen átkeltek a hegygerinc magas fekvésű hasadékain, hogy egyik völgyből a másikba jussanak. A hegycsúcs első dokumentált megmászásának Joseph Kostner corvarai hegyi vezető útját tekintik, aki 1900 augusztusában a déli falon keresztül jutott fel a Sass Songher csúcsára.

## Alpinizmus
A Sassongher csúcsára egy jól járható, szakaszosan biztosított mászóút vezet, bejárása azonban szédülésmentességet és hegyjáró gyakorlatot kíván. A mászóút kiinduló pontja Colfosco (régi német nevén  Kolfuschg) településrész, Corvara községnek a Sassongher oldalában fekvő frakciója. Innen az 1824 m magasan fekvő Edelweiß-menedékházon (Edelweißhütte / Rifugio La Ciasota) és 2435 magas Sassongher-csorba (Sassongher-Scharte / forcella Sassongher) keresztül, a 7. jelzésű útvonalon juthatunk fel a csúcsra. Colfoscóból kabinos felvonóval is fel lehet jutni a 2038 m magas Pradat-hágóba (Col Pradat), és innen gyalog Sassongher-csorbába. A turistaközpontok közelsége miatt igen sok turista indul neki a hegynek, a túraösvényeken zsúfoltságra kell számítani.
Az Edelweiß-menedékháztól a hasonló nevű völgyben (Edelweißtal) kb. félóráig felfelé haladunk, itt rátérünk a Sassongher-csorba felé leágazó keskeny, meredek ösvényre. A Sassongher sziklás talapzatán keresztül vezető ösvény a gyakorlott hegyjáróknak nem jelent különösebb nehézséget. Ugyanakkor egyes szakaszai közvetlenül a szakadék szélén vezetnek, ezért (különösen majd a lefelé vezető visszaúton) kicsúszási veszély fenyeget, a jó minőségű bakancs és a lépésbiztonság életfontosságú. A Sassongher-csorbából egy törmelékmezőn át egy drótkötéllel biztosított vasalt mászóútra jutunk, itt néhány bevésett lépcsőfok és természetes szikla-kapaszkodók segítségével kb. 30 méternyi magasságot kell leküzdeni. A turistatérképek ezt a szakaszt hegymászó útvonalként jelzik, mindazonáltal tapasztalt hegyjárók, jó idő esetén biztosítás nélkül is bejárhatják, mivel a nehéz szakasz igen rövid, és elég lépcsős jellegű, nagy mélységekbe való lezuhanás kockázata nem áll fenn. Az Edelweiß-menedékháztól a csúcsig 2-2,5 óra alatt el lehet jutni. Tiszta időben a csúcsról impozáns körkilátás nyílik a környező hegyvidékere, a Sella-hegycsoportra, a Marmoladára és az Alpok főgerincére. A csúcsról lefelé ugyanez az út vezet a Sassongher-csorbáig, itt el lehet dönteni, hogy a fent leírt úton az Edelweiß-menedékház felé folytatjuk utunkat, vagy a csorba keleti oldalán ereszkedünk az Abtei-völgybe, a 2050 méteren fekvő Gardenaccia-turistaház (Rifugio Gardenaccia), majd Stern (La Villa) település felé.
Ha az Abtei-völgyből indulunk a csúcs megmászására, akkor ugyanígy, a Gardenaccia-turistaháztól az 5. jelzésen jutunk fel a csorbába, innen a 7. jelzésen, a Juèl-völgyön át a csúcsra. A Gröden-völgy felől is feljuthatunk: a Puez-fennsíkon, 2475 m magasan álló Puez-menedékháztól (Puezhütte / rifugio Puez) induló 2. és 15. jelzés vezet a Gardenaccia-hágóba (Passo di Gardenaccia), innen az 5. jelzés visz a csorbába, majd a 7. jelzés a fent leírt úton a csúcsra.

## Sport
A Grödeni-völgy és az Abtei-völgy lakói hagyományos hegyi gazdálkodásból éltek, a második világháború utáni aztán síiskolák alakultak, sípályákat építettek. Több évtizedes fejlődés után a környék ma a Dolomiti Superski regionális sípályarendszerhez tartozik. A Grödeni-völgy, a Campolongo-hágó, Arabba és Pordoi-hágó a Sella-hegycsoportot körbekerülő Sellarunde (Sellaronda) sítúra-útvonal részét képezi.
Az évente megrendezett Maratona delle Dolomiti (ladin nyelven Maratona dles Dolomites) hegyi kerékpárverseny útvonala áthalad a Grödeni-hágón és a Campolongo-hágón, érintve Corvarát is.

## Képgaléria

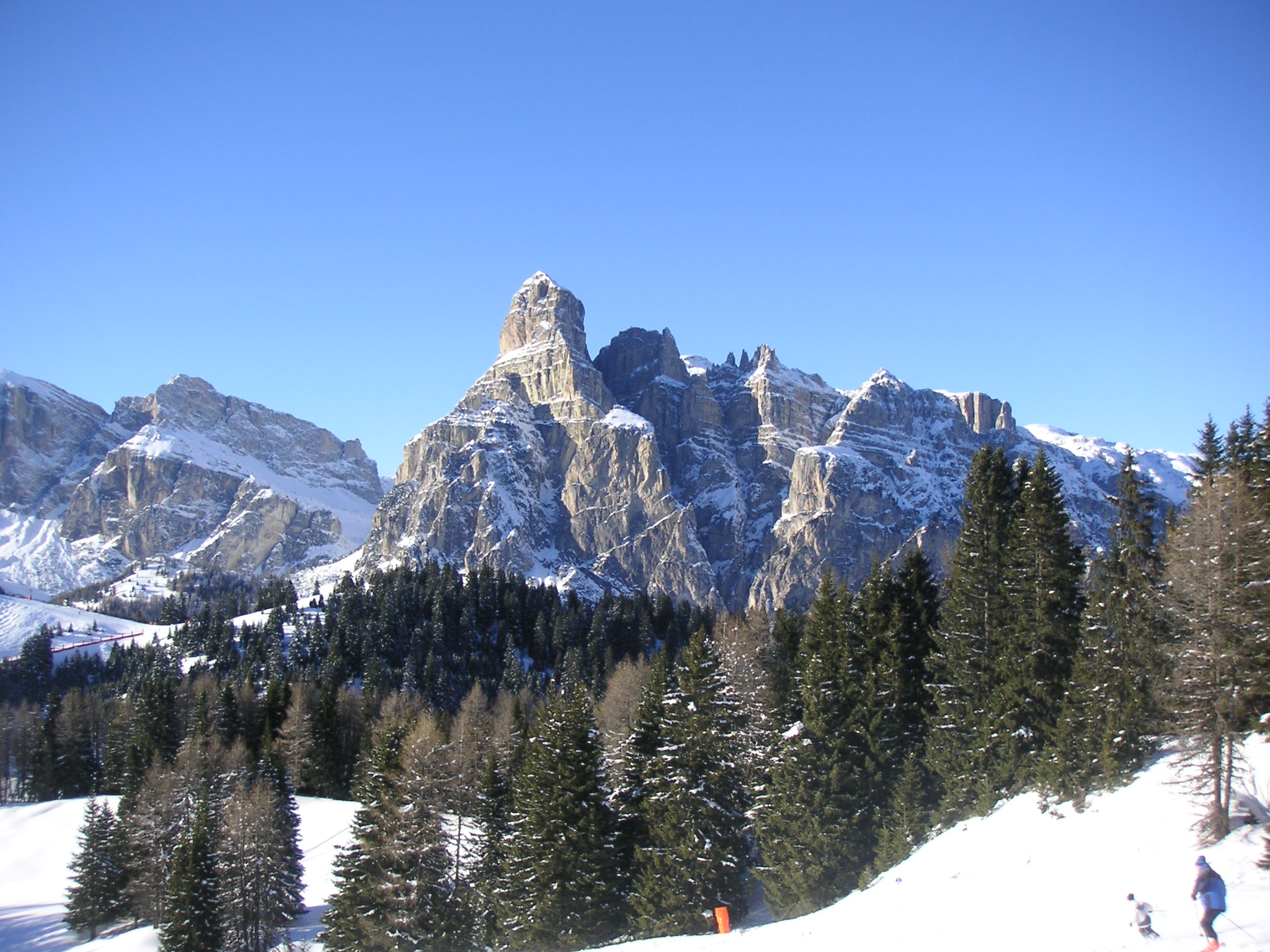
A Sassongher keletről, a Gader-völgyből
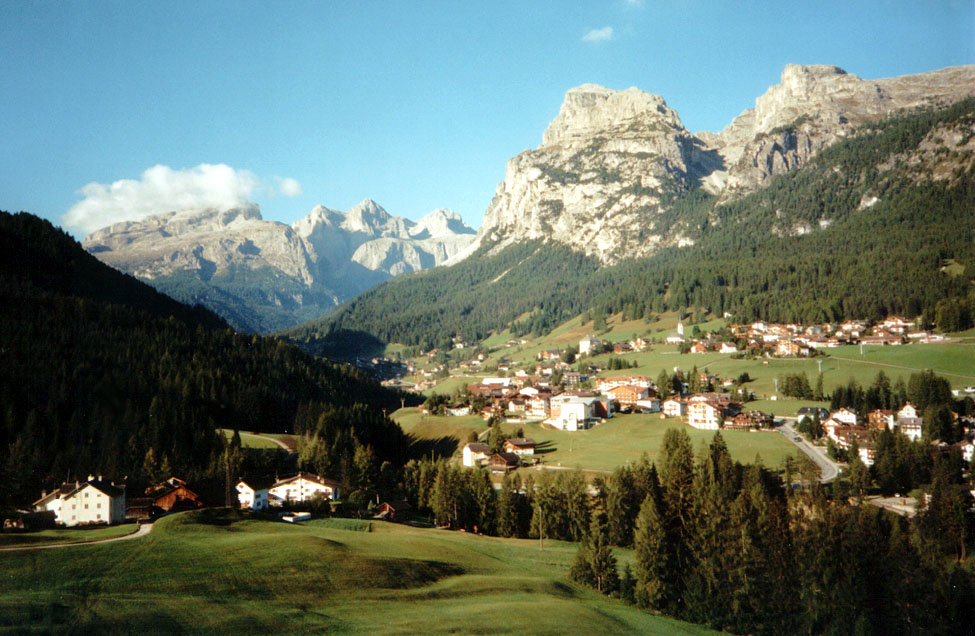
Stern (La Villa) helység, fölötte a Sassongher, háttérben a Sella-hegycsoport
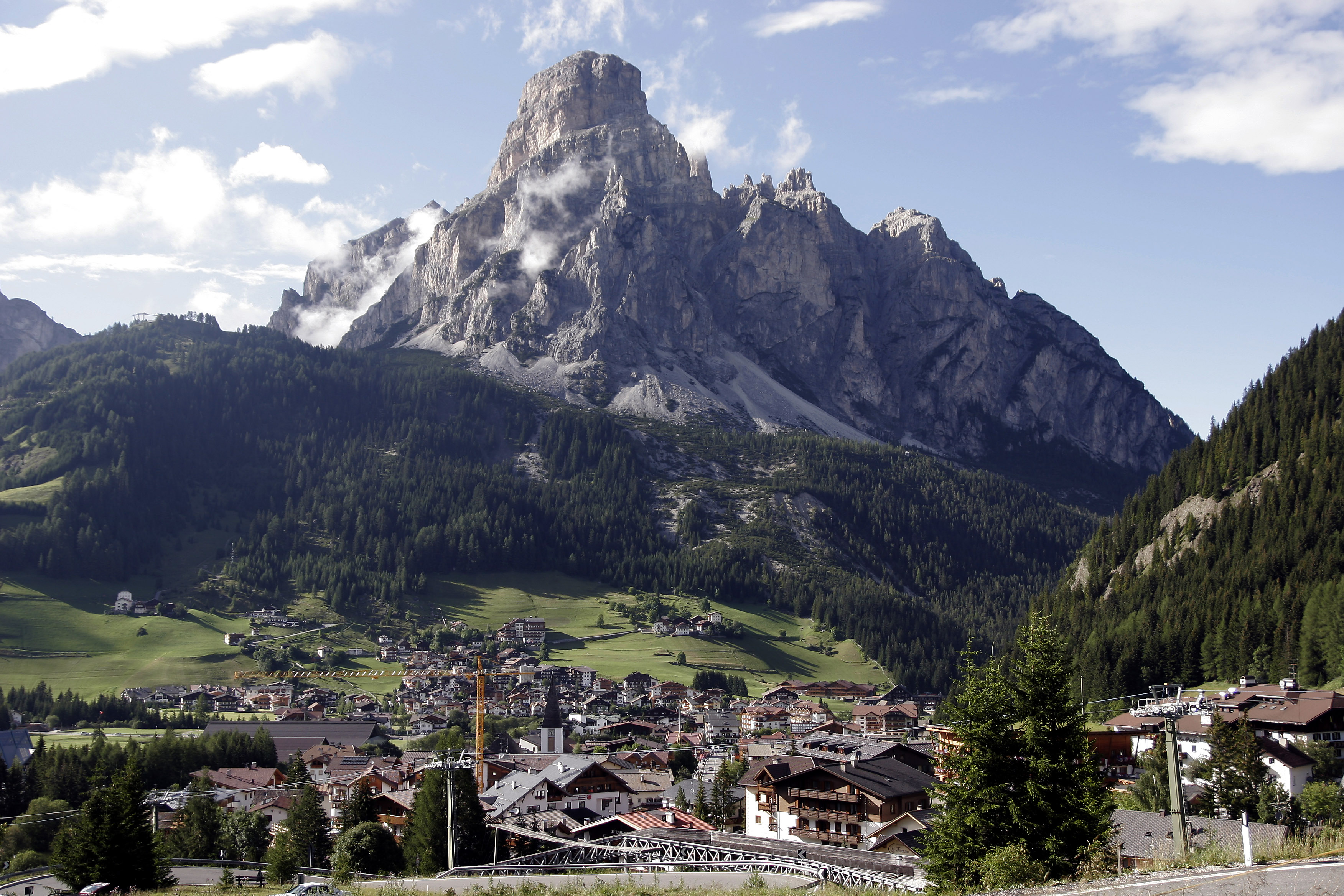
Corvara, fölötte a Sassongher (2007-ben)
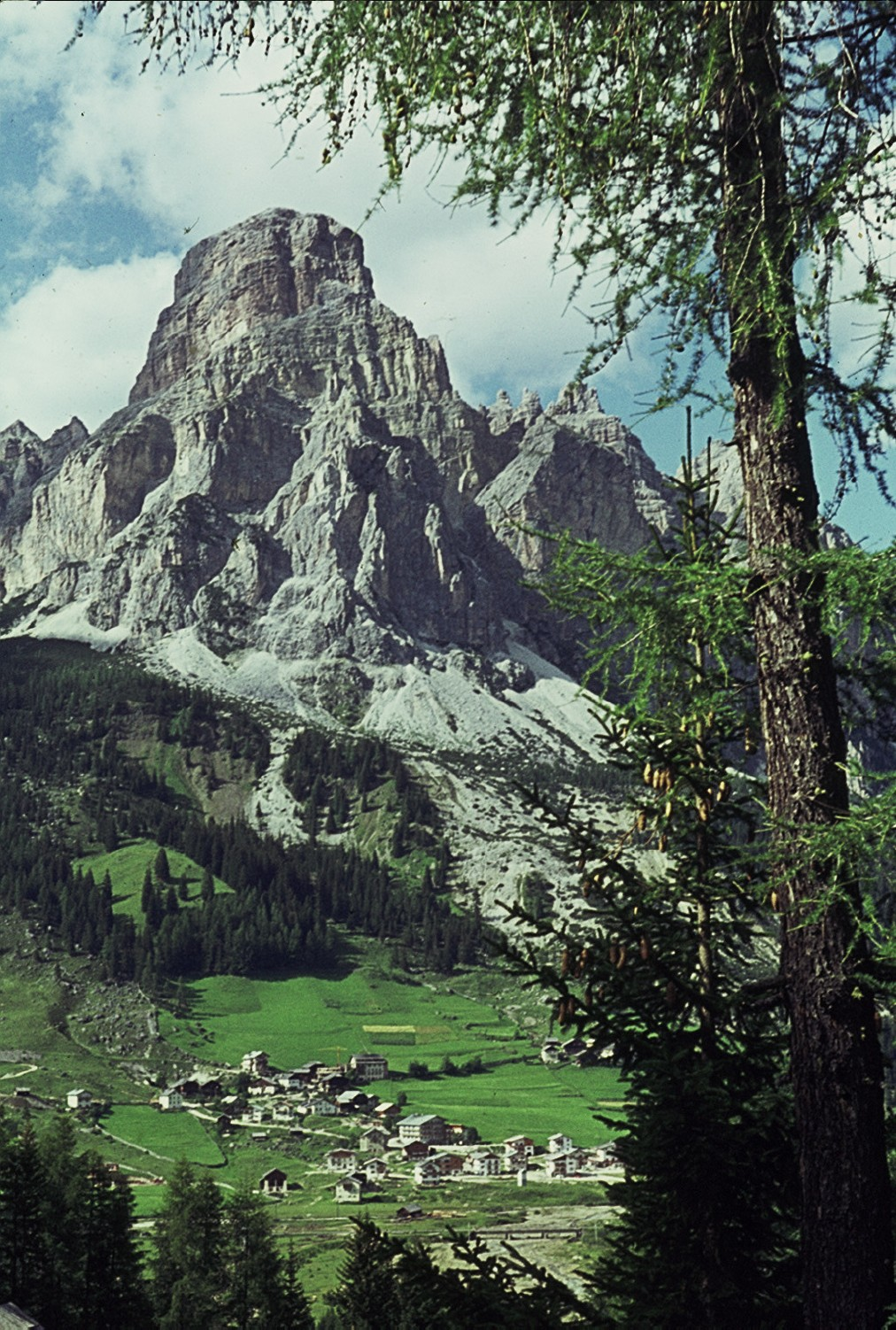
Corvara és a Sassongher, 1960-as évek.